# Hyderabad Football Club 2021-2022
Questa voce raccoglie le informazioni riguardanti il Hyderabad nelle competizioni ufficiali della stagione 2021-2022.

## Maglie e sponsor
| Casa | Trasferta |

## Organigramma societario

### Staff tecnico
- Manuel Marquez - Allenatore
- Benito Montalvo - Vice allenatore
- Mehrajuddin Wadoo - Vice allenatore
- Thangboi Singto - Direttore tecnico
- Marc Gamon - Allenatore portieri

## Rosa
| N. |                       | Ruolo | Calciatore          |
| -- | --------------------- | ----- | ------------------- |
| 1  | India (bandiera)      | P     | Gurmeet Singh       |
| 4  | India (bandiera)      | D     | Chinglensana Singh  |
| 5  | Spagna (bandiera)     | D     | Juanan              |
| 6  | Mauritania (bandiera) | D     | Khassa Camara       |
| 7  | Australia (bandiera)  | C     | Joel Chianese       |
| 8  | Brasile (bandiera)    | C     | João Victor         |
| 9  | India (bandiera)      | A     | Aniket Jadhav       |
| 10 | India (bandiera)      | A     | Mohammad Yasir      |
| 12 | India (bandiera)      | A     | Aaren D'Silva       |
| 13 | India (bandiera)      | P     | Lalbiakhlua Jongte  |
| 14 | India (bandiera)      | C     | Sahil Tavora        |
| 15 | India (bandiera)      | D     | Dimple Bhagat       |
| 18 | India (bandiera)      | C     | Hitesh Sharma       |
| 19 | India (bandiera)      | A     | Holicharan Narzary  |
| 20 | Nigeria (bandiera)    | A     | Bartholomew Ogbeche |
| 22 | India (bandiera)      | D     | Nikhil Prabhu       |

| N. |                   | Ruolo | Calciatore          |
| -- | ----------------- | ----- | ------------------- |
| 23 | India (bandiera)  | D     | Souvik Chakrabarti  |
| 24 | India (bandiera)  | A     | Rohit Danu          |
| 25 | India (bandiera)  | P     | Laxmikant Kattimani |
| 27 | India (bandiera)  | C     | Nikhil Poojari      |
| 29 | India (bandiera)  | D     | Nim Dorjee Tamang   |
| 31 | India (bandiera)  | D     | Akash Mishra        |
| 33 | India (bandiera)  | D     | Pritam Kumar Singh  |
| 44 | India (bandiera)  | D     | Asish Rai           |
| 45 | India (bandiera)  | A     | Ishan Dey           |
| 77 | India (bandiera)  | A     | Abdul Rabeeh        |
| 88 | India (bandiera)  | C     | Mark Zothanpuia     |
| 99 | Spagna (bandiera) | A     | Javier Siverio      |
|    | India (bandiera)  | P     | Anuj Kumar          |
|    | India (bandiera)  | P     | Manas Dubey         |
|    | India (bandiera)  | P     | Subrata Pal         |
|    | India (bandiera)  | C     | Adil Khan           |

### Altri giocatori
| N. |                  | Ruolo | Calciatore    |
| -- | ---------------- | ----- | ------------- |
|    | India (bandiera) | D     | Mohammed Rafi |

| N. |  | Ruolo | Calciatore |
| -- |  | ----- | ---------- |

## Calciomercato
| Acquisti | Acquisti            | Acquisti            | Acquisti      |
| R.       | Nome                | da                  | Modalità      |
| -------- | ------------------- | ------------------- | ------------- |
| P        | Anuj Kumar          | Real Kashmir        | Fine prestito |
| P        | Subrata Pal         | East Bengal         | Fine prestito |
| P        | Gurmeet Singh       | NorthEast Utd       | Definitivo    |
| P        | Manas Dubey         |                     |               |
| P        | Laxmikant Kattimani |                     |               |
| P        | Lalbiakhlua Jongte  |                     |               |
| D        | Juanan              |                     | Svincolato    |
| D        | Nim Dorjee Tamang   | NorthEast Utd       | Definitivo    |
| D        | Chinglensana Singh  |                     |               |
| D        | Pritam Kumar Singh  | East Bengal B       | Definitivo    |
| D        | Mohammed Rafi       | Gokulam Kerala      | Definitivo    |
| D        | Asish Rai           |                     |               |
| D        | Akash Mishra        |                     |               |
| D        | Dimple Bhagat       |                     |               |
| D        | Nikhil Prabhu       |                     |               |
| D        | Souvik Chakrabarti  |                     |               |
| C        | Adil Khan           | FC Goa              | Fine prestito |
| C        | Joel Chianese       | Perth Glory         | Fine prestito |
| C        | João Victor         |                     |               |
| C        | Abhishek Halder     |                     |               |
| C        | Mark Zothanpuia     |                     |               |
| C        | Hitesh Sharma       |                     |               |
| C        | Sahil Tavora        |                     |               |
| C        | Nikhil Poojari      |                     |               |
| A        | Abdul Rabeeh        | Luca                | Definitivo    |
| A        | Aaren D'Silva       | FC Goa              | Definitivo    |
| A        | Bartholomew Ogbeche | Kerala Blasters     | Definitivo    |
| A        | Edu García          |                     | Svincolato    |
| A        | Javier Siverio      | Las Palmas Atlético | Definitivo    |
| A        | Aniket Jadhav       | Jamshedpur          | Definitivo    |
| A        | Ishan Dey           |                     |               |
| A        | Holicharan Narzary  |                     |               |
| A        | Mohammad Yasir      |                     |               |
| A        | Rohit Danu          |                     |               |

| Cessioni | Cessioni            | Cessioni        | Cessioni      |
| R.       | Nome                | a               | Modalità      |
| -------- | ------------------- | --------------- | ------------- |
| P        | Anuj Kumar          | Aizawl          | Prestito      |
| P        | Manas Dubey         | TRAU            | Prestito      |
| D        | Kynsailang Khongsit |                 | Svincolato    |
| D        | Sahil Panwar        | Odisha          | Definitivo    |
| D        | Odei Onaindia       | Mirandés        | Definitivo    |
| C        | Laldanmawia Ralte   |                 | Svincolato    |
| C        | Sweden Fernandes    | NEROCA          | Fine prestito |
| C        | Lluís Sastre        | Huesca B        | Definitivo    |
| C        | Adil Khan           | East Bengal     | Prestito      |
| A        | Liston Colaco       | ATK Mohun Bagan | Definitivo    |
| A        | Aridane Santana     | UD Logroñés     | Definitivo    |
| A        | Lalawmpuia Ralte    | Sudeva Delhi    | Prestito      |
| A        | Francisco Sandaza   |                 | Svincolato    |
| A        | Danmawia            | NorthEast Utd   | Definitivo    |

### Mercato invernale
| Acquisti | Acquisti        | Acquisti        | Acquisti   |
| R.       | Nome            | da              | Modalità   |
| -------- | --------------- | --------------- | ---------- |
| D        | Khassa Camara   | NorthEast Utd   | Definitivo |
| C        | Seityasen Singh | Kerala Blasters | Prestito   |

| Cessioni | Cessioni        | Cessioni        | Cessioni   |
| R.       | Nome            | a               | Modalità   |
| -------- | --------------- | --------------- | ---------- |
| P        | Subrata Pal     | ATK Mohun Bagan | Prestito   |
| C        | Abhishek Halder | Mohammedan      | Definitivo |
| A        | Edu García      |                 | Svincolato |

## Risultati

### Indian Super League
| Arbitro: | Banerjee P. |

|  |           |                           |
|  | Marcatori | 66’ (Rig.) Vladimir Koman |

| Arbitro: | Mondal P. |

|                 |           |                                                               |
| Ahmed Jahouh 6’ | Marcatori | 13’ (Rig.) João Victor 54’ Bartholomew Ogbeche 83’ Rohit Danu |

| Arbitro: | Mondal P. |

|                  |           |                         |
| Greg Stewart 41’ | Marcatori | 57’ Bartholomew Ogbeche |

| Arbitro: | Kundu H. |

|                        |           |  |
| Bartholomew Ogbeche 7’ | Marcatori |  |

| Arbitro: | Kanojia A. |

|                                                                                              |           |                       |
| Chinglensana Singh 12’ Bartholomew Ogbeche 27’, 78’ Aniket Jadhav 90+1’ Javier Siverio 90+5’ | Marcatori | 43’ Laldanmawia Ralte |

| Arbitro: | Ramachandra V. |

|                   |           |                   |
| Airam Cabrera 62’ | Marcatori | 54’ Joel Chianese |

| Arbitro: | Purkayastha A. |

|                         |           |                     |
| Bartholomew Ogbeche 35’ | Marcatori | 21’ Amir Dervišević |

| Arbitro: | Kanojia A. |

| |           |                   |
| Héctor Rodas 9’ (A.g.) Bartholomew Ogbeche 39’, 61’ Edu García 54’ Javier Siverio 72’ João Victor 86’ (Rig.) | Marcatori | 16’ (A.g.) Juanan |

| Arbitro: | Kumar Gupta R. |

|                                              |           |                                              |
| David Joel Williams 1’ Ashish Rai 64’ (A.g.) | Marcatori | 18’ Bartholomew Ogbeche 90+1’ Javier Siverio |

| Arbitro: | Banerji P. |

|                    |           |  |
| Álvaro Vázquez 42’ | Marcatori |  |

| Arbitro: | Kumar Gupta R. |

|               |           |                      |
| M.S. Dhot 13’ | Marcatori | 45+4’ Javier Siverio |

| Arbitro: | Venkatesh R. |

|  |           |                                                                 |
|  | Marcatori | 5’ (A.g.) Chinglensana Singh 28’ Peter Hartley 65’ Daniel Chima |

| Arbitro: | Kumar Gupta R. |

|  |           |                                                       |
|  | Marcatori | 21’, 44’, 74’ Bartholomew Ogbeche 45+1’ Aniket Jadhav |

| Arbitro: | Srikrishna C. |

|                                        |           |                                                    |
| Jerry Mawihmingthanga 45’ Jonathas 84’ | Marcatori | 51’ Joel Chianese 70’ João Victor 73’ Akash Mishra |

| Arbitro: | Venkatesh R. |

|  |           |                                                                                  |
|  | Marcatori | 3’, 60’ Bartholomew Ogbeche 45+3’ Akash Mishra 84’ Nikhil Poojari 88’ Edu García |

| Arbitro: | Kundu H. |

|                   |           |                                    |
| Joel Chianese 67’ | Marcatori | 56’ Liston Colaco 59’ Manvir Singh |

| Arbitro: | Rowan A. |

|                                              |           |                                                |
| Bartholomew Ogbeche 25’, 41’ João Victor 70’ | Marcatori | 36’ Jorge Ortiz Mendoza 73’ Devendra Murgaokar |

| Arbitro: | Kundu H. |

|                                            |           |                      |
| Bartholomew Ogbeche 28’ Javier Siverio 87’ | Marcatori | 90+5’ Vincy Barretto |

| Arbitro: | Kundu H. |

|                                  |           |                   |
| Rohit Danu 14’ Joel Chianese 41’ | Marcatori | 76’ Mourtada Fall |

| Arbitro: | Nagvenkar T. |

|                   |           |                                    |
| Sunil Chhetri 87’ | Marcatori | 16’ Javier Siverio 30’ João Victor |

### Semifinali
| Arbitro: | Kumar Gupta R. |

|                                                                 |           |                 |
| Bartholomew Ogbeche 45+2’ Mohammad Yasir 58’ Javier Siverio 64’ | Marcatori | 18’ Roy Krishna |

| Arbitro: | Venkatesh R. |

|                 |           |  |
| Roy Krishna 79’ | Marcatori |  |

### Finale
| Arbitro: | Crystal J. |

|                                               |                      |                                  |
| Sahil Tavora 88’                              | Marcatori            | 69’ Rahul Kannoly Praveen        |
| João Victor Siverio Camara Holicharan Narzary | Tiri di rigore 3 – 1 | Lešković Kumar Adhikari J. Singh |

| Hyderabad | Kerala Blasters |

|                 |    |                     |  |     |     |
|                 |    |                     |  |     |     |
| GK              | 25 | Laxmikant Kattimani |  |     |     |
| RB              | 44 | Ashish Rai          |  |     |     |
| CB              | 4  | Chinglensana Singh  |  |     |     |
| CB              | 5  | Juanan              |  | 86’ |     |
| LB              | 31 | Akash Mishra        |  |     |     |
| MF              | 23 | Souvik Chakrabarti  |  | 71’ |     |
| MF              | 8  | João Victor (c)     |  |     |     |
| RM              | 10 | Mohammad Yasir      |  | 86’ |     |
| AM              | 7  | Joel Chianese       |  | 39’ |     |
| LM              | 9  | Aniket Jadhav       |  | 71’ |     |
| CF              | 20 | Bartholomew Ogbeche |  |     |     |
| A disposizione: |    |                     |  |     |     |
| CB              | 6  | Khassa Camara       |  | 86’ |     |
| CF              | 12 | Aaren D'Silva       |  | 86’ |     |
| CF              | 19 | Holicharan Narzary  |  | 71’ |     |
| MF              | 18 | Hitesh Sharma       |  |     |     |
| GK              | 1  | Gurmeet Singh       |  |     |     |
| CF              | 99 | Javier Siverio      |  | 39’ |     |
| CB              | 29 | Nim Dorjee Tamang   |  |     |     |
| MF              | 14 | Sahil Tavora        |  | 71’ | 88’ |
| MF              | 88 | Mark Zothanpuia     |  |     |     |
| Allenatore      |    |                     |  |     |     |
| Manuel Márquez  |    |                     |  |     |     |

|                  |    |                          |      |      |     |
|                  |    |                          |      |      |     |
| GK               | 13 | Prabhsukhan Singh Gill   |      |      |     |
| RB               | 10 | Harmanjot Khabra         |      |      |     |
| CB               | 4  | Hormipam R               |      |      |     |
| CB               | 55 | Marko Lešković           |      |      |     |
| LB               | 3  | Sandeep Singh            | 5’   |      |     |
| RM               | 17 | Rahul Kannoly Praveen    |      | 82’  | 69’ |
| MF               | 25 | Jeakson Singh            |      |      |     |
| MF               | 7  | Lalthathanga Khawlhring  |      | 98’  |     |
| LM               | 20 | Adrián Luna (c)          |      |      |     |
| CF               | 99 | Álvaro Vázquez           |      | 111’ |     |
| CF               | 30 | Jorge Pereyra Díaz       | 81’  | 91’  |     |
| A disposizione:  |    |                          |      |      |     |
| MF               | 8  | Ayush Adhikari           | 113’ | 98’  |     |
| CF               | 47 | Vincy Barretto           |      | 111’ |     |
| CF               | 77 | Chencho Gyeltshen        |      | 91’  |     |
| MF               | 24 | Prasanth Karuthadathkuni |      |      |     |
| CB               | 5  | Nishu Kumar              |      | 82’  |     |
| GK               | 1  | Karanjit Singh           |      |      |     |
| CB               | 2  | Enes Sipović             |      |      |     |
| CB               | 15 | Sanjeev Stalin           |      |      |     |
| CB               | 34 | Bijoy V                  |      |      |     |
| Allenatore       |    |                          |      |      |     |
| Ivan Vukomanović |    |                          |      |      |     |

#### Andamento in campionato
| Giornata  | 1 | 2 | 3 | 4 | 5 | 6 | 7 | 8 | 9 | 10 | 11 | 12 | 13 | 14 | 15 | 16 | 17 | 18 | 19 | 20 | 21 | 22 |
| --------- | - | - | - | - | - | - | - | - | - | -- | -- | -- | -- | -- | -- | -- | -- | -- | -- | -- | -- | -- |
| Luogo     | C | T | T | X | C | C | T | C | C | T  | T  | T  | C  | T  | T  | T  | C  | X  | C  | C  | C  | T  |
| Risultato | P | V | N | X | V | V | N | N | V | N  | P  | N  | P  | V  | V  | V  | P  | X  | V  | V  | V  | V  |
| Posizione | 8 | 4 | 6 | 7 | 5 | 3 | 2 | 2 | 2 | 1  | 3  | 3  | 4  | 3  | 3  | 2  | 4  | 4  | 3  | 2  | 2  | 2  |

Legenda:

Luogo: C = Casa; T = Trasferta. Risultato: V = Vittoria; N = Pareggio; P = Sconfitta.

### Durand Cup

#### 1º turno
| Kalyani 16 settembre 2021, ore 15:00 UTC+5:30 1ª giornata | Gokulam Kerala | 1 – 0 | Hyderabad | Kalyani Stadium |
| \| \| \| \| \| Osumanu 46’ \| Marcatori \| \|             |                |       |           |                 |
|                                                           |                |       |           |                 |
| Osumanu 46’                                               | Marcatori      |       |           |                 |

| Calcutta 12 settembre 2021, ore 15:00 UTC+5:30 2ª giornata                         | Assam Rifles | 0 – 5                                            | Hyderabad | Mohun Bagan Ground |
| \| \| \| \| \| \| Marcatori \| 6’ Rabeeh 18’, 21’, 89’ Chhangte 27’ Kabrabam A. \| |              |                                                  |           |                    |
|                                                                                    |              |                                                  |           |                    |
|                                                                                    | Marcatori    | 6’ Rabeeh 18’, 21’, 89’ Chhangte 27’ Kabrabam A. |           |                    |

| Calcutta 19 settembre 2021, ore 15:00 UTC+5:30 3ª giornata | Army Red  | 2 – 1     | Hyderabad | Salt Lake Stadium |
| \| \| \| \| \| Shil 32’, 70’ \| Marcatori \| 34’ Datta \|  |           |           |           |                   |
|                                                            |           |           |           |                   |
| Shil 32’, 70’                                              | Marcatori | 34’ Datta |           |                   |

#### Andamento
| Giornata  | 1 | 2 | 3 |  |
| --------- | - | - | - |  |
| Luogo     | T | T | T |  |
| Risultato | P | V | P |  |
| Posizione | 3 | 3 | 3 |  |

Legenda:

Luogo: C = Casa; T = Trasferta. Risultato: V = Vittoria; N = Pareggio; P = Sconfitta.